# جورج إل. كوب
جورج إل. كوب (بالإنجليزية: George L. Cobb)‏ هو ملحن أمريكي، ولد في 31 أغسطس 1886 في مكسيكو في الولايات المتحدة، وتوفي في 25 ديسمبر 1942 في بروكلين في الولايات المتحدة.

## وصلات خارجية
- جورج إل. كوب على موقع IMDb (الإنجليزية)
- جورج إل. كوب على موقع ميوزك برينز (الإنجليزية)
- جورج إل. كوب على موقع ديسكوغز (الإنجليزية)